# Kerstin Renz
Kerstin Renz (geboren 1969 in Stuttgart) ist eine deutsche Kunst- und Architekturhistorikerin. Sie ist seit 2022 Studienleiterin an der Evangelischen Akademie Bad Boll und engagiert sich mit fachkundigen Tagungen für die Internationale Bauausstellung 2027 StadtRegion Stuttgart.

## Leben

### Ausbildung und Universitätsjahre
Renz studierte Kunst-, Architektur- und Stadtbaugeschichte und Germanistik an der Universität Stuttgart. Sie schloss das Studium mit 1995 mit dem akademischen Grad Magister ab.
Von 2002 bis 2013 lehrte und forschte sie an der Fakultät für Architektur und Stadtplanung der Universität Stuttgart. 2003 schloss sie ihre Promotion mit der Dissertation zur Industriebaugeschichte der Kaiserzeit im Ingenieurwesen ab. 2014 habilitierte sie sich mit einer Arbeit zum internationalen Schulbauwesen der Nachkriegsjahre. Von 2014 bis 2018 war sie Privatdozentin an der Universität Stuttgart. Von 2014 bis 2017 war Renz Gastdozentin an der Hochschule für Technik Stuttgart und an der Universität Kassel. Von 2018 bis 2020 übernahm sie eine Vertretungsprofessur für Architekturgeschichte am Fachbereich Architektur, Stadtplanung und Landschaftsarchitektur an der Universität Kassel.

### Evangelische Akademie Bad Boll
Seit 2022 ist Renz Studienleiterin an der Evangelischen Akademie Bad Boll für die Themenbereiche Gesellschaft, Politik und Staat. Vor allem widmet sie sich den Schwerpunkten Wohnen, Gebaute Umwelt und Kultur.
Renz organisierte Tagungen mit Titeln wie „Brenzkirche. Zurück in die Zukunft“, „Planen für die Menschen“ oder „Gemeinschaftlich wohnen und arbeiten. Das Gedok-Haus in Stuttgart“. Sie kuratierte die Ausstellung „Nebenan. Die Nachbarschaften der Lager Auschwitz I-III“ der Stuttgarter Fotografen Kai Loges und Andreas Langen. Außerdem engagiert sie sich maßgeblich für die Veranstaltungsreihe „Impulse der IBA / Impulse für die IBA“, die das Dialogforum der Kirchen in der Region Stuttgart in Zusammenarbeit mit der Evangelischen Akademie Bad Boll ins Leben gerufen hatte und die die Aktivitäten der Internationalen Bauausstellung 2027 StadtRegion Stuttgart fachkundig und wissenschaftlich begleitet. Hier die Tagungen, die Renz mitverantwortete:
- #6 Muss die Kirche weg? Kirchenleerstand und Quartiersentwicklung. (April 2022)[10]
- #7 Abriss war gestern. Wege zu einem neuen Umgang mit dem Bestand. (November 2022)[11]
- #8 Bitte Platz nehmen? Fachleute diskutieren darüber, wie einladend unsere öffentlichen Räume sind. (März 2023)[12]
- #9 Das Erdgeschoss: Schlüssel zum lebenswerten Quartier (November 2023)[13][14]
- #10 Erbbaurecht und Kirche. Zwischen ethischem Standard und nachhaltiger Ökonomie. (Februar 2024)[15]
- #11 Stadt der Frauen. Wege zu einer gendergerechten und fürsorgenden Stadt. (Dezember 2024)[16]

Von 2018 bis 2021 zeichnete Anja Reichert-Schick, von Seiten der Evangelischen Akademie Bad Boll, für die ersten 5 Themenbereiche der Veranstaltungsreihe verantwortlich.

### Journalistin
Renz arbeitet auch als Journalistin für die Themen Kultur und Wissenschaft. Sie veröffentlichte in den Zeitschriften Industriekultur, Denkmalpflege in Baden-Württemberg, Forum Stadt oder Kritische Berichte.

## Veröffentlichungen
Monografien
- Kerstin Krebber: Die Heusteigschule von Theodor Fischer in Stuttgart 1904 - 1906 / mit einer Beschreibung der Schule von Theodor Fischer und seinem Ausatzfragment "Das Schulhaus vom ästhetischen Standpunkt". Zugelassen als Magisterarbeit. Klett-Cotta, Stuttgart 1995, ISBN 978-3-608-91797-0.
- Philipp Jakob Manz (1861 - 1936), Industriearchitekt und Unternehmer. Dissertation. Universität Stuttgart, 2003.
- Fabrik nach Mass. Der Architekt Philipp Jakob Manz und Aesculap. Dokumentation einer Ausstellung der Aesculap AG & Co.KG vom 2. Mai bis 20. Juni 2004. Tuttlingen 2004.
- Industriearchitektur im frühen 20. Jahrhundert: Das Büro von Philipp Jakob Manz. Deutsche Verlags-Anstalt, München 2005, ISBN 978-3-421-03492-2.
- mit Klaus Jan Philipp (Hrsg.): Architekturschulen. Programm - Pragmatik - Propaganda. Wasmuth, Tübingen / Berlin 2012, ISBN 978-3-8030-0750-6.
- Schule als Denkmal. Stuttgarter Porträt. Begleitbroschüre zur Ausstellung. Landesamt für Denkmalpflege im Regierungspräsidium Stuttgart, Esslingen am Neckar 2014, ISBN 978-3-942227-18-6.
- Testfall der Moderne. Diskurs und Transfer im Schulbau der 1950er Jahre. Habilitationsschrift. Wasmuth, Tübingen / Berlin 2016, ISBN 978-3-8030-0816-9.
- Kassel, deine Schulen. Ein Architekturführer. kassel university press, Kassel 2019, ISBN 978-3-7376-0694-3.

Artikel in Zeitschriften
- mit Werner Manz: Moderne Industriearchitektur eines "Blitzarchitekten". In: Industriekultur. Band 2, 2006, ISSN 0949-3751, S. 50–51.
- Die Industriebauten des "Blitzarchitekten" Philipp J. Manz: Billig, rasch, schön. In: Beiträge zur Landeskunde von Baden-Württemberg. Band 2, 2001, ISSN 1437-515X, S. 1–9.
- Wissen schafft Wertschätzung. Industriepfad führt Besucher durch die ehemalige Pulverfabrik Rottweil. In: Denkmalpflege in Baden-Württemberg. Band 38, Nr. 3, 2009, ISSN 2366-486X, S. 147–152, doi:10.11588/nbdpfbw.2009.3.11657.
- Stuttgarts Bahnhof vor dem Baggerbiss. Architekturikone des 20. Jahrhunderts akut gefährdet. In: Industriekultur. 2009, ISSN 0949-3751, S. 38–39.
- Durchlüftet und modernisiert? Westdeutscher Schulbau der Ära Adenauer. In: Bildung und Denkmalpflege. 2010, ISBN 978-3-88462-309-1, S. 187–193.
- Wiedergelesen: Heinz Dürr und die Utopie des modernen Bahnhofs. In: Industriekultur. 2010, ISSN 0949-3751.
- Schwerpunktthema: das Schicksal der Bahnhöfe. In: Industriekultur. Band 16, Nr. 50, 2010, ISSN 0949-3751, S. 2–22.
- Akzeptanz und Abwehr. Dieter Oesterlens Beitrag zum Hildesheim der 1960er Jahre. In: Forum Stadt. 2013, ISSN 2192-8924, S. 349–360.
- Schule als Denkmal - Denkmal als Schule. Ausstellung und Kolloquium im Rathaus Stuttgart. In: Denkmalpflege in Baden-Württemberg. Band 44, Nr. 1, 2015, ISSN 2366-486X, doi:10.11588/nbdpfbw.2015.1.19223.
- Modellschule des NS-Schulsystems. Die Wolfbuschschule in Stuttgart-Weilimdorf. In: Denkmalpflege in Baden-Württemberg. Band 44, Nr. 1, 2015, ISSN 2366-486X, S. 51–52, doi:10.11588/nbdpfbw.2015.1.19225.
- Die Schule als Wohnung. Das Wagenburg-Gymnasium in Stuttgart-Ost. In: Denkmalpflege in Baden-Württemberg. Band 44, Nr. 1, 2015, ISSN 2366-486X, doi:10.11588/nbdpfbw.2015.1.19224.
- Der Fabrikant als Mäzen das Beispiel der Textildynastie Gminder in Reutlingen. In: Reutlinger Geschichtsblätter. 2015, ISSN 0486-5901.
- Die Schule in der Stadt - eine Beziehungsgeschichte. Das Beispiel Staatliches Aufbaugymnasium Schwäbisch Gmünd. In: Forum Stadt. 2016, ISSN 2192-8924.
- Die Schule der Gesellschaft. Zur Auratisierung der Schularchitektur nach 1945. In: Kritische Berichte. Zeitschrift für Kunst- und Kulturwissenschaften. Band 44, Nr. 2, 2016, ISSN 0340-7403, S. 185–196, doi:10.11588/kb.2016.2.88915.
- Monumente einer autogerechten Stadt: der Stuttgarter Charlottenplatz. In: Arch+. Band 55, Nr. 248, 2022, ISSN 0587-3452, S. 40–47.

Artikel in Sammelbänden
- Philipp Jakob Manz: Ingenieur und Architekt 1861-1936. In: Lebensbilder aus Baden-Württemberg. Kohlhammer, Stuttgart 2010, ISBN 978-3-17-021529-0, S. 280–293.
- Nehmen Sie doch ein freches Grau!. Günter Wilhelm und die "Stuttgarter Schule" in den Nachkriegsjahren. In: Klaus Jan Philipp, Kerstin Renz (Hrsg.): Architekturschulen. Programm - Pragmatik - Propaganda. Publikation des Wissenschaftlichen Symposiums. Wasmuth, Tübingen 2012, ISBN 978-3-8030-0750-6, S. 53–66.
- Reisen für den Wiederaufbau. Das 'Cultural Exchange Program' und seine Bedeutung für das deutsche Nachkriegsbauwesen. In: Gerhard Panzer. Franziska Völz. Karl-Siegbert Rehberg (Hrsg.): Beziehungsanalysen. Bildende Künste in Westdeutschland nach 1945. Akteure, Institutionen, Ausstellungen und Kontexte. Springer VS, Wiesbaden 2015, ISBN 978-3-658-02916-6, S. 271–285.
- New monumentality? New school! In: Testfall der Moderne. 2016.
- "Sind die Pläne durchgesehen?" Grit Bauer-Revellio und das Haus ihres Lebens = "Has someone looked through the plans?" Grit Bauer-Revellio and the building of her life. In: Mary Pepchinski, Christina Budde, Wolfgang Voigt, Peter Cachola Schmal (Hrsg.): Frau Architekt. Seit mehr als 100 Jahren: Frauen im Architektenberuf. Katalog der Ausstellung im Deutschen Architektenmuseum in Frankfurt am Main vom 30. September 2017 bis 8. März 2018. Wasmuth, Tübingen / Berlin 2017, ISBN 978-3-8030-0829-9, S. 173–177 (englisch, deutsch).
- Benennen heißt erkennen. 50 Jahre "Bildwörterbuch der Architektur" von Hans Koepf. In: Carola Ebert, Eva Maria Froschauer, Christiane Salge (Hrsg.): Vom Baumeister zum Master. Formen der Architekturlehre vom 19. bis ins 21. Jahrhundert. Konferenzschrift. Universitätsverlag der TU Berlin, Berlin 2019, ISBN 978-3-7983-3067-2, doi:10.14279/depositonce-7789.
- Neue Standards. Schulbauinstitute in der Bundesrepublik Deutschland. In: Tom Holert (Hrsg.): Bildungsschock. Lernen, Politik und Architektur in den 1960er und 1970er Jahren. Katalog der Ausstellung im Haus der Kulturen in Berlin vom 29. Januar bis 2. Mai 2021. 2020, ISBN 978-3-11-070126-5, S. 90–93.
- Ästhetik des Verschwindens. Das Verkehrsbauwerk Charlottenplatz in Stuttgart. In: Underground architecture revisited. U-Bahn-Architektur der Nachkriegszeit in Europa. Tagungsband der internationalen Tagung „Underground Architecture Revisited“ vom 20. bis 23. Februar 2019 in der Berliner Galerie. ICOMOS, Nationalkomitee der Bundesrepublik Deutschland, Landesdenkmalamt Berlin, Berlin 2020, ISBN 978-3-946154-71-6, doi:10.11588/ih.2020.1.103582.
- "Ideas that may be of benefit to your own country". Two German women architects and the American cultural exchange program during the early post-war years. In: Mary Pepchinski, Christina Budde (Hrsg.): Women architects and politics. Intersections between Gender, Power Structures and Architecture in the Long 20th Century. transcript Verlag, Bielefeld 2022, S. 109–126, doi:10.1515/9783839456309 (englisch).